# Greffeil
Greffeil – miejscowość i gmina we Francji, w regionie Oksytania, w departamencie Aude. Przez miejscowość przepływa rzeka Lauquet. 
Według danych na rok 1990 gminę zamieszkiwało 61 osób, a gęstość zaludnienia wynosiła 4 osoby/km² (wśród 1545 gmin Langwedocji-Roussillon Greffeil plasuje się na 840. miejscu pod względem liczby ludności, natomiast pod względem powierzchni na miejscu 526.).

## Zabytki
Zabytki w miejscowości posiadające status Monument historique:
- kościół Saint-Cyr-et-Sainte-Juliette (Église Saint-Cyr-et-Sainte-Juliette)
- most nad rzeką Lauquet (Pont sur le Lauquet)